# Kîblearî, Ujhorod
Kîblearî (în ucraineană Кибляри) este localitatea de reședință a comunei Kîblearî din raionul Ujhorod, regiunea Transcarpatia, Ucraina.

## Demografie
Componența lingvistică a localității Kîblearî
     Ucraineană (98,86%)
     Alte limbi (1,14%)
Conform recensământului din 2001, majoritatea populației localității Kîblearî era vorbitoare de ucraineană (98,86%), existând în minoritate și vorbitori de alte limbi.